# アルバート・ツェ・ウェイ・シン
アルバート・ツェ・ウェイ・シン（謝 偉城、1963年 - ）は、中国料理の料理家である。

## 経歴
- 1963年香港生まれ。
- 1979年より香港にある数々の有名ホテル、レストランで修行。
- 1997年シンガポールの「トゥンルック・グループ」レストランのキッチン・ディレクターに就任
- 2002年「フォーシーズンズ・シンガポール」中国料理･料理長就任。
- 2006年フランスエスコフィエ協会より、Culinary Art Masterの称号を贈られる。

| スタブアイコン | サブスタブ | この項目は、まだ閲覧者の調べものの参照としては役立たない、人物に関連した書きかけの項目です。この項目を加筆・訂正などしてくださる協力者を求めています（P:人物伝/PJ:人物伝）。 |